# The Parallax II: Future Sequence
The Parallax II: Future Sequence è il sesto album in studio del gruppo musicale statunitense Between the Buried and Me, pubblicato il 9 ottobre 2012 dalla Metal Blade Records.

## Descrizione
Si tratta della seconda parte di un doppio concept album. La prima parte, l'EP The Parallax: Hypersleep Dialogues, è stata pubblicata l'anno precedente.

## Tracce
1. Goodbye to Everything – 1:39
2. Astral Body – 5:01
3. Lay Your Ghosts to Rest – 10:02
4. Autumn – 1:17
5. Extremophile Elite – 9:58
6. Parallax – 1:15
7. The Black Box – 2:10
8. Telos – 9:45
9. Bloom – 3:29
10. Melting City – 10:19
11. Silent Flight Parliament – 15:09
12. Goodbye to Everything Reprise – 2:29

## Formazione
Gruppo
- Dan Briggs – basso
- Blake Richardson – batteria, percussioni
- Tommy Rogers – voce, tastiera
- Paul Waggoner – chitarra
- Dustie Waring – chitarra

Altri musicisti
- Amos Williams – voce parlata
- Walter Fancourt – clarinetto, flauto, sassofono
- Ricky Alexander – violino
- Julian Hinshaw – tuba
- Maddox Giles – alien noises

Produzione
- Between the Buried and Me – produzione
- Jamie King – produzione, ingegneria del suono, missaggio, mastering
- Kevin King – produzione e montaggio aggiuntivi